# Кочубаев, Тойчи Тагаевич
Тойчи́ Тага́евич Кочуба́ев (узб. Тўйчи Тоғаевич Кўчибоев; 12 марта 1922, Чек-Абад, Туркестанская АССР — 26 сентября 1981, Чек-Абад, Ошская область) — председатель колхоза имени Жданова Араванского района Ошской области, Киргизская ССР. Герой Социалистического Труда (1966). Заслуженный работник сельского хозяйства Киргизской ССР (1958). Депутат Верховного Совета СССР 7-го и 8-го созывов. Депутат Верховного Совета Киргизской ССР 6-го созыва

## Биография
Родился в 1922 году в селе Чек-Абад (ныне — Кочубаев также Кочубаево в Араванском районе Ошской области) в крестьянской семье, по национальности узбек. Окончив 7-летнюю школу в родном селе, с 1931 года работал в колхозе «Кызыл толкун».
В 1940 году был призван в ряды Красной Армии, служил в Даугавпилсе Латвийской ССР. Участвовал в Великой Отечественной войне, был тяжело ранен (1941). С мая 1942 года служил в 363-м артиллерийском полку; участвовал в освобождении Сталинграда, Ростова-на-Дону, Таганрога, Николаевска, Гомеля, Каунаса, Праги, во взятии Кёнигсберга и Берлина; удостоен боевых наград. В 1944 году вступил в ВКП(б).
После демобилизации работал в родном селе военруком в 8-летней школе им. Мичурина. В 1946—1947 годы — секретарь партийного комитета, в 1947—1948 — заместитель председателя колхоза «Кызыл толкун» Араванского района. В 1948—1950 годы — председатель правлении отстающего колхоза «Кызыл-Абад»; вывел колхоз в число передовых хозяйств района. В 1950—1952 годы возглавлял объединённый колхоз им. Жданова, в 1953—1957 — отстающий колхоза «Москва».
В 1957 году избран председателем колхоза им. Жданова, в который вошли также колхозы «Пахтачи», «Кызыл толкун» и «Кызыл-Абад» и возглавлял его в течение 18 лет. За это время колхоз стал одним из передовых не только в области, но и в республике. До рекордного уровня была доведена урожайность хлопка: в 1966 году она составила 36 центнеров с одного гектара на общей площади 1200 гектаров; 7-летний план был выполнен на 107 % (сверх плана сдано государству 4708 тонн хлопка). Планы по удою молока были выполнены на 106 %, по заготовке шерсти — на 100 %. Заметно был повышен реальный доход колхозников; построены ряд жилых домов, социальных и бытовых объектов, школ и учреждений здравоохранения, торговых точек, водопроводных линий, линии электропередач. Заасфальтированы и благоустроены улицы и дороги.
Указом Президиума Верховного Совета СССР от 30 апреля 1966 года удостоен звания Героя Социалистического Труда с вручением ордена Ленина и золотой медали «Серп и Молот».
Избирался депутатом Верховного Совета СССР 7-го (1966—1970) и 8-го (1970—1974) созывов, депутатом Верховного Совета Киргизской ССР 6-го созыва (1962—1966).
После выхода на пенсию (1975) проживал в родном селе, где скончался в 1981 году.

## Память
- В 1985 году село Чек-Абад переименовано в село Кочубаев (Кочубаево[3]). Также названы улица в селе Чек-Абад и школа № 17 Араванского района была названа его именем. В школе им. Т. Кочубаева создан музей Героя труда[5]

## Награды
- Герой Социалистического Труда (30.04.1966)
- Орден Красной Звезды (19.2.1945)[6]
- три ордена Трудового Красного знамени (15.2.1957, 11.1.1964, 25.12.1976)[4]
- орден Октябрьской Революции (8.4.1971)[4]
- Орден Знак Почёта[источник не указан 2222 дня]
- медали, в том числе:
  - две — «За отвагу» (23.11.1943[4]; 30.6.1944[7])
  - «За боевые заслуги» (21.2.1944)[8]
  - «За взятие Кёнигсберга» (1944)
  - «За взятие Берлина» (1945).
- почётные грамоты.